# アントン・ガーエイ
アントン・ガーエイ（Anton Gaaei、2002年11月19日 - ）は、デンマーク・ヴィボー出身のサッカー選手。エールディヴィジ・アヤックス所属。デンマーク代表。ポジションはディフェンダー。

## クラブ経歴
ヴィボーFFの下部組織出身であり、2020年の夏からトップチームに帯同し始めた。2020年9月2日、デンマーク・カップのFCフレゼリシア戦にてトップチームデビューを果たした。2022-23シーズンには右サイドバックのレギュラーとして公式戦47試合に出場し、1得点を記録した。
2023年8月17日、移籍金450万ユーロでアヤックス・アムステルダムへ引き抜かれ、5年契約を結んだ。